# Limnonectes diuatus
Espèce
Synonymes
- Rana diuata Brown & Alcala, 1977

Statut de conservation UICN

 VU B1ab(iii) : Vulnérable
Limnonectes diuatus est une espèce d'amphibiens de la famille des Dicroglossidae.

## Répartition
Cette espèce est endémique de l'île de Mindanao aux Philippines. Elle se rencontre dans les monts Diuata et les monts Kitanglade.

## Description
Limnonectes diuatus mesure de 58,4 à 62,3 mm.

## Étymologie
Son nom d'espèce lui a été donné en référence au lieu de sa découverte, le mont Diuata.

## Publication originale
- Brown & Alcala, 1977 : A new frog of the genus Rana from the Philippines. Proceedings of the Biological Society of Washington, vol. 90, p. 669-675 (texte intégral).